# Planisphère de Salviati

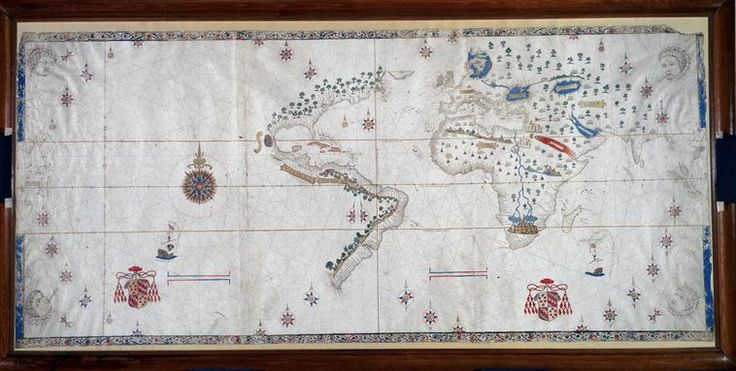

Le planisphère de Salviati est une carte du monde réalisée vers 1525 par Nuno Garcia de Toreno, un espagnol à la tête de la Casa de Contratación.
Cette carte sur parchemin, en couleur, qui mesure 205 sur 93 cm présente la particularité de laisser en blanc les zones inexplorées, au lieu de les illustrer par des éléments imaginaires, comme il était d'usage en cartographie. Elle tient son nom du cardinal Giovanni Salviati, nonce du pape en Espagne de 1525 à 1530 ; elle lui a été offerte par Charles Quint. 
Elle est conservée à la bibliothèque Laurentienne à Florence, sous la cote Med. Palat. 249.